# Corliss Palmer
Corliss Palmer (25 de julio de 1899 – 27 de agosto de 1952) fue una actriz de cine mudo y modelo estadounidense. Llamó la atención del público por primera vez tras ganar el Fame and Fortune Contest de Motion Picture Magazine en 1920, en el que fue considerada la "chica más guapa de América". Apareció en un total de dieciséis películas entre 1922 y 1931.

## Primeros años
Palmer era hija de Luther y Julia Palmer y nació en Edison, Georgia, el 25 de julio de 1899. Tenía una hermana mayor, Mary, hermanos pequeños, Hoke y Grady, y una hermana menor, Ennis..

## Carrera
En 1920, Palmer se presentó al "Fame and Fortune Contest" anunciado en la revista Motion Picture Magazine. Ganó el concurso y la revista la proclamó "la chica más guapa de América." El editor de la revista, Eugene V. Brewster, concedió a Palmer una importante publicidad en la revista y comenzó a promocionarla a medida que se embarcaba en su carrera cinematográfica. Entre 1921 y 1923, Motion Picture Magazine publicó un total de veintitrés artículos sobre Palmer, mientras que su publicación hermana, Motion Picture Classic, publicó un artículo adicional sobre la actriz. Palmer también tuvo una línea de cosméticos con su nombre, Peach Bloom Face Powder, creada por la Wilton Chemical Company de la ciudad de Nueva York,  y también apareció en la portada de Beauty, una revista femenina.
Debutó en el cine con el cortometraje From Farm to Fame, en el que se documentaba su notoriedad pública tras ganar el concurso, al que siguió un papel como actriz en Her Second Chance (1926).
Tras poner fin a su carrera como actriz en 1931, Palmer siguió modelando cosméticos y moda para unos grandes almacenes locales.

## Vida personal
Se casó con Eugene V. Brewster en octubre de 1926. La pareja vivía en una finca de 500.000 dólares en Morristown, Nueva Jersey, pero en 1931 se vieron obligados a mudarse a un apartamento de una habitación en Hollywood, California, después de que la finca de Brewster se dilapidara cuando su ex mujer lo demandó por alienación de afecto. La pareja se divorciaría en 1931.
Tras su divorcio, Palmer se volvió alcohólica y el 31 de enero de 1933 ingresó en un hospital de San Francisco bajo el seudónimo de Edith Mason, nombre que había adoptado en un intento de revitalizar su carrera cinematográfica. En un artículo publicado el 12 de marzo de 1933 en el Portsmouth Daily Times se decía que Palmer "llevaba varios días bebiendo sin parar" y que el personal del hospital "temía que pudiera hacerse daño o incendiar su habitación." Palmer pasaría la segunda mitad de su vida en instituciones psiquiátricas. Murió en 1952 en Camarillo, California.

## Filmografía
| Lost films | Denota una película perdida |

| Año  | Título                       | Papel               | Notas        | Ref.   |
| ---- | ---------------------------- | ------------------- | ------------ | ------ |
| 1922 | From Farm to Fame            |                     | cortometraje |        |
| 1926 | Her Second Chance            | Nancy               |              | [ 5 ]  |
| 1926 | Bromo and Juliet             | Madge               |              | [ 5 ]  |
| 1927 | The Return of Boston Blackie | Sylvia Markham      |              | [ 11 ] |
| 1927 | A Man's Past                 | Sylvia Cabot        |              | [ 5 ]  |
| 1927 | Polly of the Movies          | Lisa Smith          |              | [ 5 ]  |
| 1927 | Honeymoon Hate               | Mrs. Fremont Gage I |              | [ 5 ]  |
| 1928 | The Noose                    | Cabaret Girl        |              | [ 5 ]  |
| 1928 | Into the Night               | Mrs. Harding        |              | [ 5 ]  |
| 1928 | The Night Bird               | Blonde              |              | [ 5 ]  |
| 1928 | George Washington Cohen      | Mrs. Gorman         |              | [ 5 ]  |
| 1928 | Trial Marriage               |                     |              | [ 5 ]  |
| 1928 | Scarlet Youth                |                     |              | [ 5 ]  |
| 1928 | Clothes Make the Woman       |                     |              | [ 5 ]  |
| 1929 | Sex Madness                  |                     |              | [ 12 ] |
| 1929 | Broadway Fever               | Lila Leroy          |              | [ 5 ]  |